# Rundköpfiger Apfelbaumbohrer
Der Rundköpfige Apfelbaumbohrer (Saperda candida) ist ein Bockkäfer aus der Unterfamilie der Weberböcke (Lamiidae), der in Nordamerika und Kanada beheimatet ist. Er wurde im Sommer 2008 erstmals in Deutschland auf der Insel Fehmarn nachgewiesen.

## Verbreitung und Lebensraum
Die natürliche Verbreitung des Rundköpfiger Apfelbaumbohrers ist wenig bekannt, Einschleppungen sind jedoch über den Pflanzentransport möglich (als Larve unbemerkt im Stamm). Um die Einschleppung und Verbreitung zu verhindern, unterliegt Saperda candida bestimmten amtlichen Überwachungs- und Bekämpfungsmaßnahmen.
Der Käfer bevorzugt Apfelbäume als Schädling, kann aber auch andere Laubgehölze befallen, wie Mehlbeeren (Sorbus), Weißdorne (Crataegus) oder Felsenbirnen (Amelanchier).

## Aussehen und Merkmale
Die adulten Käfer sind etwa 1,5 bis 2 Zentimeter lang und besitzen ebenso lange Antennen. Die schwarzen Augen sind nierenförmig, wobei in dem Ausschnitt dann die Einlenkungsstelle der Fühler sitzt. Die Imagines sind braun gefärbt und besitzen zwei helle Streifen auf dem Rücken des gesamten Körpers.

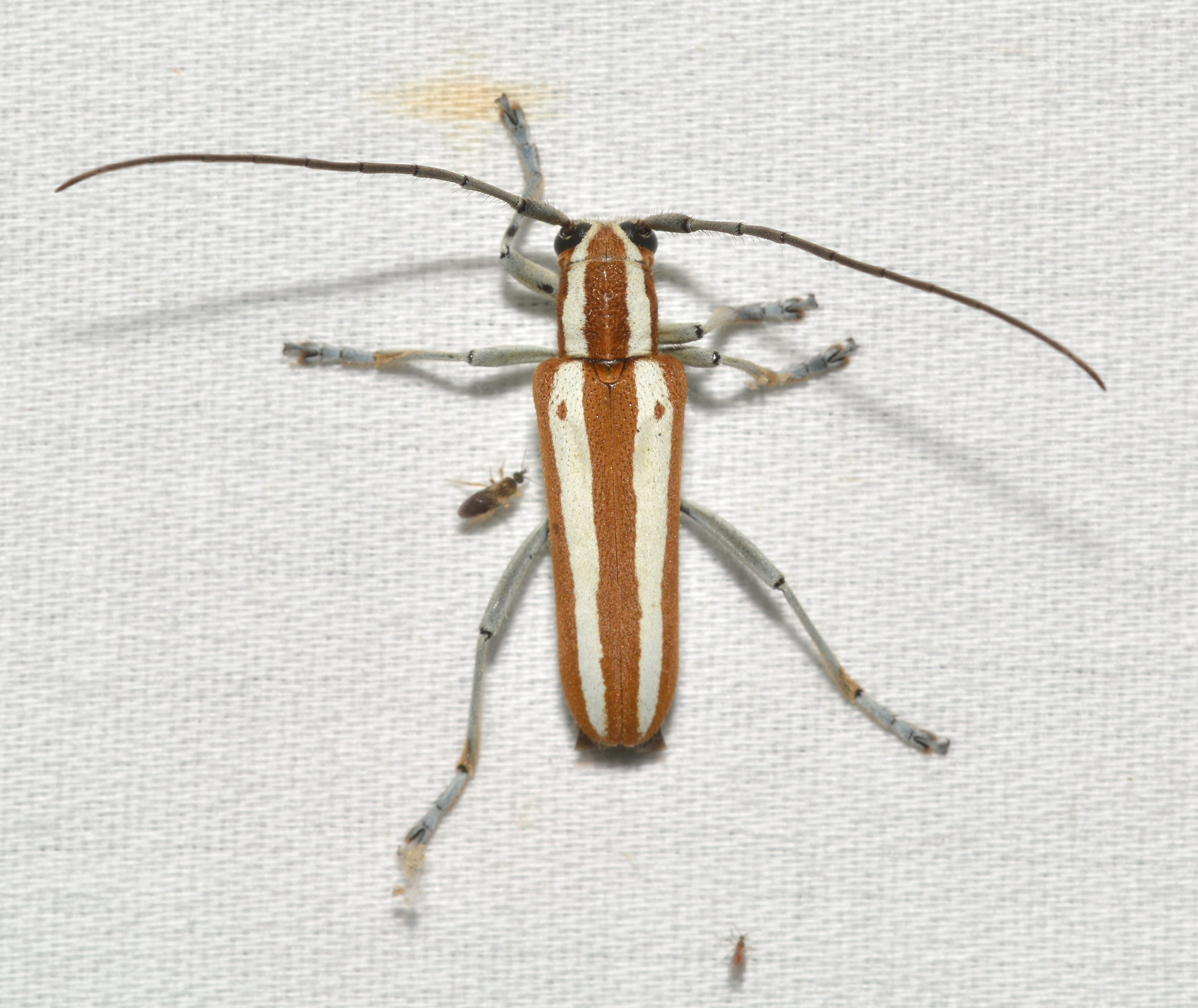
Rundköpfiger Apfelbaumbohrer

## Lebenszyklus
Ab Juni schlüpfen über einen Zeitraum von vier Wochen die Käfer, bevorzugt in der Nacht. Nach einer Woche folgt die Paarung, wobei die 30–40 Eier pro Weibchen dann in genagte Vertiefungen insbesondere in die Stammbasis abgelegt werden. Die Lebensdauer der Käfer beträgt nur etwa einen Monat.

## Schäden und Gefahren
Die schlüpfenden Larven dringen in die Stammbasis ein und legen Fraßgänge im äußeren Holzbereich/Rinde an. Ihre Entwicklungszeit beträgt witterungsabhängig 2–3 Jahre. Ein starker Befall führt zum Absterben der (insbesondere jüngeren) Bäume, auch ist die Bruchgefahr erhöht. Die Larven sind hell gefärbt (weiß bis gelblich), beinlos und werden bis zu 45 mm lang (frisch geschlüpft: 3–4 mm). Die Verpuppung erfolgt im Stamm (freie Puppe, ca. 2 cm, zuerst hell, vor der Verwandlung deutlich dunkler werdend), der Schlupf der Käfer dann wieder im Frühjahr.
Der Rundköpfiger Apfelbaumbohrer zählt ebenso wie der Asiatische Laubholzbockkäfer zu den Primärschädlingen und befällt somit auch völlig gesunde Bäume. Die Ausbohrlöcher der Käfer sind kreisrund mit einem Durchmesser von etwa 9 mm und treten bevorzugt an der Stammbasis auf.